# Albinia
Albinia is een plaats (frazione) in de Italiaanse gemeente Orbetello.
De Albegna stroomt bij Albinia in de Tyrreense Zee.